# Jesper Arvidsson
John Jesper Arvidsson, född 1 januari 1985 i Kalmar, är en svensk före detta fotbollsspelare.

## Klubbkarriär
Arvidsson spelade fram till 2003 för Götene IF då han lämnade för IF Elfsborg. Han gjorde debut för Elfsborg i en 2–2-match mot BK Häcken den 15 maj 2005. Han var under fyra år utlånad till Åtvidabergs FF, som inför säsongen 2011 slutligen valde att värva honom. Den 18 november 2011 skrev han på ett nytt ettårskontrakt med Åtvidaberg.
Den 20 november 2012 blev det klart att han skrivit på ett treårskontrakt med Djurgården. Den 11 november 2015 stod det klart att det inte blev någon förlängning med Djurgården då Arvidsson lämnade enligt bosmandomen och skrev på ett treårskontrakt med norska klubben Vålerenga IF.
Den 4 juli 2016 gick IK Sirius ut med nyheten att han var klar för dem efter att kontraktet med Vålerenga hade brutits av familjeskäl. Avtalet med Sirius sträckte sig fram till 2018. I augusti 2018 skrev Arvidsson på ett nytt kontrakt med Sirius för säsongen 2020. I januari 2020 gick Arvidsson och Sirius skilda vägar.
Den 9 januari 2020 värvades Arvidsson av IF Brommapojkarna. Efter säsongen 2020 lämnade han klubben. I maj 2021 blev Arvidsson klar för spel i division 2-klubben IFK Stocksund. Efter säsongen 2021 avslutade han karriären.

## Landslagskarriär
Jesper Arvidsson har spelat två U21-landskamper för Sverige.